# Tender Buttons (àlbum)
Tender Buttons és el tercer àlbum de la banda britànica Broadcast publicat el 19 de setembre de 2005 per Warp Records. El treball va ser ben rebut per la crítica en general.

## Llista de cançons
Totes les cançons foren escrites i compostes per Trish Keenan i James Cargill. 
| Núm.          | Títol                      | Durada |
| ------------- | -------------------------- | ------ |
| 1.            | «I Found the F»            | 2:21   |
| 2.            | «Black Cat»                | 3:58   |
| 3.            | «Tender Buttons»           | 2:51   |
| 4.            | «America's Boy»            | 3:34   |
| 5.            | «Tears in the Typing Pool» | 2:12   |
| 6.            | «Corporeal»                | 3:54   |
| 7.            | «Bit 35»                   | 1:49   |
| 8.            | «Arc of a Journey»         | 5:17   |
| 9.            | «Michael A Grammar»        | 3:56   |
| 10.           | «Subject to the Ladder»    | 3:13   |
| 11.           | «Minus 3»                  | 0:47   |
| 12.           | «Goodbye Girls»            | 3:08   |
| 13.           | «You and Me in Time»       | 1:24   |
| 14.           | «I Found the End»          | 2:05   |
| Durada total: | Durada total:              | 40:34  |